# Daljinomer
Daljinomér (tudi razdaljemér) je merilna priprava za merjenje razdalje od opazovalca do tarče na primer pri rabi v geodeziji, pri določevanju goriščne razdalje v fotografiji ali točnem namerjanju z orožjem. Nekatere naprave za merjenje uporabljajo aktivne metode (na primer sonar, laser ali radar), druge, ki so na razpolago od 19. stoletja naprej, pa merijo razdalje trigonometrično (stadiametrični daljinomeri in paralaktični ali koincidenčni daljinomeri). Pri merjenju po navadi uporabljajo niz znanih razdalj ali velikosti tarč.